# نوفا إسبيرانسا، باران
نوفا إسبيرانسا، بارانا بلدية في ولاية بارانا في المنطقة الجنوبية من البرازيل.